# Salsalato
Il salsalato è un farmaco antinfiammatorio non steroideo della classe dei salicilati, cui appartiene anche l'acido acetilsalicilico (aspirina) rispetto al quale il salsalato, chimicamente, è strettamente correlato. Ha proprietà analgesiche, antipiretiche e antinfiammatorie.

## Farmacocinetica
Il salsalato è insolubile nei fluidi acidi gastrici e non viene assorbito a livello gastrico. Il farmaco è assorbito principalmente a livello dell'intestino tenue ed è parzialmente idrolizzato a salicilato durante l'assorbimento e durante il primo passaggio attraverso il fegato.
Una volta assorbito il salsalato subisce rapidamente idrolisi del legame estereo (ad esempio dalle esterasi presenti a livello di plasmatico) a dare due molecole di salicilato. Il farmaco è rapidamente e ampiamente distribuito nella maggior parte dei tessuti e fluidi corporei con un volume di distribuzione, pari a 0,15-0,2 l/kg, approssimativamente simile a quello dell'aspirina. Non tutto il salsalato assorbito viene idrolizzato e circa il 13% del farmaco è escreto nelle urine come tale o sotto forma di metaboliti di fase II, in particolare addotti glucuronidati. La restante parte viene escreta come salicilato e suoi metaboliti.
La quantità di acido salicilico resa disponibile dal salsalato è inferiore a quella che si otterrebbe dalla somministrazione di una quantità stechiometricamente equivalente di acido acetilsalicilico (va infatti considerato che una molecola di salsalato libera due molecole di salicilato).

## Indicazioni terapeutiche
Il salsalato viene usato specialmente nel trattamento sintomatico di artrite reumatoide, osteoartrite e altri stati infiammatori a carico dell'apparato muscolo-scheletrico.
Alcune ricerche suggeriscono un potenziale impiego del salsalato nell'Insulinoresistenza.

## Somministrazione
Il farmaco viene somministrato per via orale alla dose di 2-4 g al giorno. Le dosi sono normalmente somministrate insieme al cibo.
In particolare, il salsalato indurrebbe una minore perdita ematica con le feci rispetto all'aspirina e produrrebbe lesioni gastriche minori rispetto agli oxicam (piroxicam).